# عبدالله علی
عبدالله علی (انگلیسی: Abdullah Ali) تیرانداز اهل بحرین است. وی در بازی‌های المپیک تابستانی ۱۹۸۴ شرکت کرده‌است.